# Gynostemma laxiflorum
Gynostemma laxiflorum là một loài thực vật có hoa trong họ Cucurbitaceae. Loài này được C.Y.Wu & S.K.Chen mô tả khoa học đầu tiên năm 1983.